# Ferrugem (filme)
Ferrugem é um filme de drama brasileiro de 2018 dirigido e escrito por Aly Muritiba. Estreou no Festival Sundance de Cinema em 20 de janeiro de 2018. No Brasil, foi lançado nos cinemas pela Olhar Distribuição em 30 de agosto de 2018.
O filme foi rodado na capital e no litoral paranaense e sua pré-estréia ocorreu numa sala de cinema de Curitiba com a presença das atrizes curitibanas estreantes Tifanny Dopke e Nathalia Garcia e também do ator Giovanni de Lorenzi.

## Enredo
O filme explora o cyberbullying e revenge porn de adolescentes numa escola de Curitiba.

## Elenco
- Giovanni de Lorenzi - Renet
- Tifanny Dopke - Tati
- Enrique Díaz - Davi
- Alex Ferreira - Boi

## Recepção
No agregador de críticas Rotten Tomatoes, que categoriza as opiniões apenas como positivas ou negativas, o filme tem um índice de aprovação de 80% calculado com base em 5 comentários dos críticos. Isabela Boscov avaliou como "muito bom (...) um ótimo [filme] nacional encara o cyberbullying". No Screen International, Allan Hunter disse que é "Intrigante, Rust se desenrola com segurança enquanto [Aly] Muritiba posiciona cuidadosamente sua câmera para direcionar o foco de nossa atenção, ou permanece em um close-up como se para confirmar a importância de um determinado momento ou discurso.